# کارلوس هومبروتو رومرو
ژنرال کارلوس هوبرتو رومرو منا (به اسپانیایی: Carlos Humberto Romero Mena) (زادهٔ ۲۹ فوریه ۱۹۲۴ – درگذشتهٔ ۲۷ فوریه ۲۰۱۷)، سیاست‌مدار و سی‌وهفتمین رئیس‌جمهور السالوادور بود.
کارلوس هوبرتو رومرو در ۲۷ فوریه ۲۰۱۷، دو روز پیش از تولد ۹۳ سالگی‌اش درگذشت.